# Mélanie Coste
Delphine Dequin (ur. 31 marca 1976) – francuska aktorka pornograficzna, występująca pod pseudonimem Mélanie Coste. Jedna z najbardziej popularnych aktorek przemysłu pornograficznego we Francji na początku lat dwutysięcznych, dzięki wizerunkowi „dziewczyny z sąsiedztwa” (ang. girl next door) jaki wykreowała w biznesie pornograficznym.

## Kariera
Urodziła się w 1976 w miejscowości Vendôme we Francji. Zanim zajęła się biznesem pornograficznym, pracowała w biurze podróży w Bordeaux. W 2001 wygrała konkurs na najlepszą pozę dla fotografii erotycznej zorganizowany przez magazyn erotyczny Hot Vidéo, a niedługo potem zaczęła karierę w filmach pornograficznych. W latach 2002–2003 występowała w produkcjach Marca Dorcela, a następnie dla reżysera Freda Coppuli.
W 2003 zdobyła swoją pierwszą nagrodę w przemyśle pornograficznym – Venus Award w kategorii najlepsza aktorka. Karierę aktorki pornograficznej zakończyła po 20 filmach z gatunku hardcore, a także zagrała w kilku „miękkich” filmach erotycznych typu softcore.
Po zakończeniu kariery aktorskiej była publicystką we francuskiej wersji magazynu FHM, gdzie pisała kolumnę dotyczącą życia seksualnego. W 2004 pojawiła się również w roli cameo we francuskiej komedii Touristes? Oh yes ! w reżyserii Jean-Pierre’a Mocky’ego. W 2010 prowadziła własną stronę internetową, na której publikowała porady poświęcone rozwojowi osobistemu.

### Nagrody i nominacje
| Rok  | Nagroda     | Kategoria                   | Rezultat  |
| ---- | ----------- | --------------------------- | --------- |
| 2003 | Venus Award | Najlepsza aktorka (Francja) | Wygrana   |
| 2004 | AVN Awards  | Zagraniczna aktorka roku    | Nominacja |
| 2005 | AVN Awards  | Zagraniczna aktorka roku    | Nominacja |

## Życie prywatne
Była związana z francuskim dziennikarzem i prezenterem telewizyjnym Philippe’em Vecchim.